# الدوري الماليزي لكرة السلة
الدوري الماليزي لكرة السلة هو دوري كرة سلة للمحترفين في ماليزيا تأسس في 1981 يلعب فيه 5 فرق. يعتبر فريق ملقا تشينوو هو الأكثر تتويجا باللقب.

## أبرز الفرق
- ملقا تشينوو

## وصلات خارجية
- الموقع الإلكتروني